# Manuel Lupi
Manuel Fidalgo Lupi (Lisboa, 17 de janeiro de 1986) é um cavaleiro tauromáquico português. 
Filho do cavaleiro tauromáquico José Samuel Lupi, com apenas nove anos de idade apresentou-se ao público na Monumental Daniel do Nascimento, Moita, em 1995. Depois da prova de praticante em Sobral de Monte Agraço, a 25 de abril de 2004, recebeu em Lisboa, na Monumental do Campo Pequeno, a 9 de maio de 2008, a alternativa de cavaleiro tauromáquico; sendo seu padrinho José Samuel Lupi, testemunhas João Moura e Rui Fernandes, e testemunhas de honra os irmãos Angel e Rafael Peralta, frente a toiros de José Samuel Lupi.